# Großer Balkan
Der Große Balkan (turkmenisch Uly Balkan dagy) ist ein bis 1880 m hohes Gebirge in Turkmenistan, Asien.
Der Große Balkan befindet sich im Westteil von Turkmenistan in der Provinz Balkan welaýaty. Er erhebt sich am Südrand der Aralo-Kaspischen Niederung bzw. am Südwestrand des wüstenhaften Tieflands von Turan nordöstlich der Stadt Balkanabat (früher Nebit Dag).
Das Ostufer des Kaspischen Meers befindet sich 60 bis 80 km westlich vom Zentrum des Großen Balkans; die Westausläufer des Hochgebirges reichen bis an diesen großen See heran. Südlich vorbei am Gebirge verläuft ein Abschnitt des Karakumkanals. Die tiefgelegene Stelle zwischen großem und kleinen Balkan (Kiçi Balkan dagy) ist eine von nur zwei möglichen Passagen für mehrere bekannte Flussläufe des historischen Usboi, die hier zusammentreffen, sowie den Kanalzweig nach Balkanabad (der Kanalzweig nach Kizyl-Atrek verzweigt bereits in Bereket). In der Nähe verläuft ein Abschnitt der Transkaspischen Eisenbahn. Südlich von Kanal und Eisenbahnstrecke erhebt sich das Kopet-Dag-Gebirge.
Der höchste Berg des Großen Balkans ist mit 1880 m der Arlan (Arlan dagy).